# Mankiewicz Gebr. & Co
Mankiewicz Gebr. & Co. ist ein Hamburger Unternehmen, das im Bereich lösungsmittelhaltiger und wasserverdünnbarer Lacke für die industrielle Serienfertigung tätig ist. Mankiewicz-Lacke werden in der allgemeinen Industrie sowie in der Automobil- und Luftfahrtindustrie eingesetzt.

## Geschichte
Mankiewicz Gebr. & Co. wurde 1895 als selbständige Tochter der englischen Lackfabrik Robert Ingham Clark und Felix Mankiewicz zum Vertrieb und später zur Fertigung von Kutschenlacken nach englischen Originalrezepturen gegründet.
Der Farben- und Lackfabrikant Ottmar J. Grau erwarb 1930 von den Erben der Familie Mankiewicz das Unternehmen und es befindet sich seitdem in Familienbesitz.
Neben dem Hauptsitz Hamburg gibt es zwei Produktionsstandorte in Deutschland (Norix Lackfabrik in Scheeßel und Rüdt Industrielacke in Dettingen (Erms)) und 16 Auslandsgesellschaften in Europa, Amerika, Asien und Afrika sichergestellt.

## Geschäftsbereiche
Lacksysteme werden für die Vertriebsbereiche Automobil, Luftfahrt und allgemeine Industrie angeboten.
Allgemeine Industrie: Der Bereich allgemeine Industrie lässt sich bei Mankiewicz in die Sparten Maschinen- und Anlagenbau, Bau- und Landmaschinen, Medizintechnik, Bahn, Powertrain und Windkraft untergliedern. Die genaue Zusammensetzung und Funktion der verwendeten Lacksysteme ist abhängig von den jeweiligen Anforderungen der Branche. Für Yachten vertreibt das Unternehmen Lacke unter der Marke Alexseal.
Automobil: Im Automobilbereich fertigt Mankiewicz Interieur-Lacke, die hauptsächlich für die Beschichtung von Kunststoffteilen eingesetzt werden. Ein besonderer Schwerpunkt liegt auf Dekor-Haptik-Lacken für den Innenraum.
Luftfahrt: Mankiewicz liefert sowohl Lacksysteme für den In- und Exterieurbereich als auch für Strukturteile. Die Entwicklung des Alexit Basecoat/Clearcoat-Systems im Jahr 2006 für die Außenlackierung von Flugzeugen ermöglichte Zeit-, Material und Kostenersparnisse.

## Standorte
| - Hamburg, Deutschland - Scheeßel, Deutschland - Dettingen, Deutschland - Magny Les Hameaux, Frankreich - Leicester, England - Osielsko, Polen - Barcelona, Spanien | - Brünn, Tschechien - Charleston, USA - Puebla, Mexico - São Paulo, Brasilien - Singapur, Singapur - Istanbul, Türkei | - Shanghai, China - Gurgaon, Indien - Chiba-Shi, Japan - Mailand, Italien - Johannesburg, Südafrika |